# Ottomar Anschütz
Ottomar Anschütz (Leszno, 16 de mayo de 1846 - 30 de mayo de 1907)  fue un inventor y fotógrafo alemán que realizó diferentes prototipos de cámaras para representar el movimiento, por lo que fue pionero en el campo de la cronofotografía y además construyó un obturador, patentado en 1888, que alcanzaba una velocidad de una milésima de segundo.
Comenzó estudiando pintura y decoración hasta interesarse por la fotografía y estudiarla en Berlín, Múnich y Viena. En 1869 instaló un estudio fotográfico en su ciudad natal Lissa (Leszno, en la actualidad) que pertenecía a Prusia. Las primeras fotografías que realizó eran de maniobras militares y de animales y pájaros. En 1884 sus fotos sobre el vuelo de las cigüeñas tuvieron una gran repercusión; posteriormente estas imágenes servirían de inspiración para los diseños de aviones desarrollados por Otto Lelientha hacia finales de 1880; además, el Illustrirte Zeitung publicó el 15 de marzo de ese año dos fotos de unas maniobras militares hechas con un novedoso método fotomecánico que empleaba clichés o fotolitos.

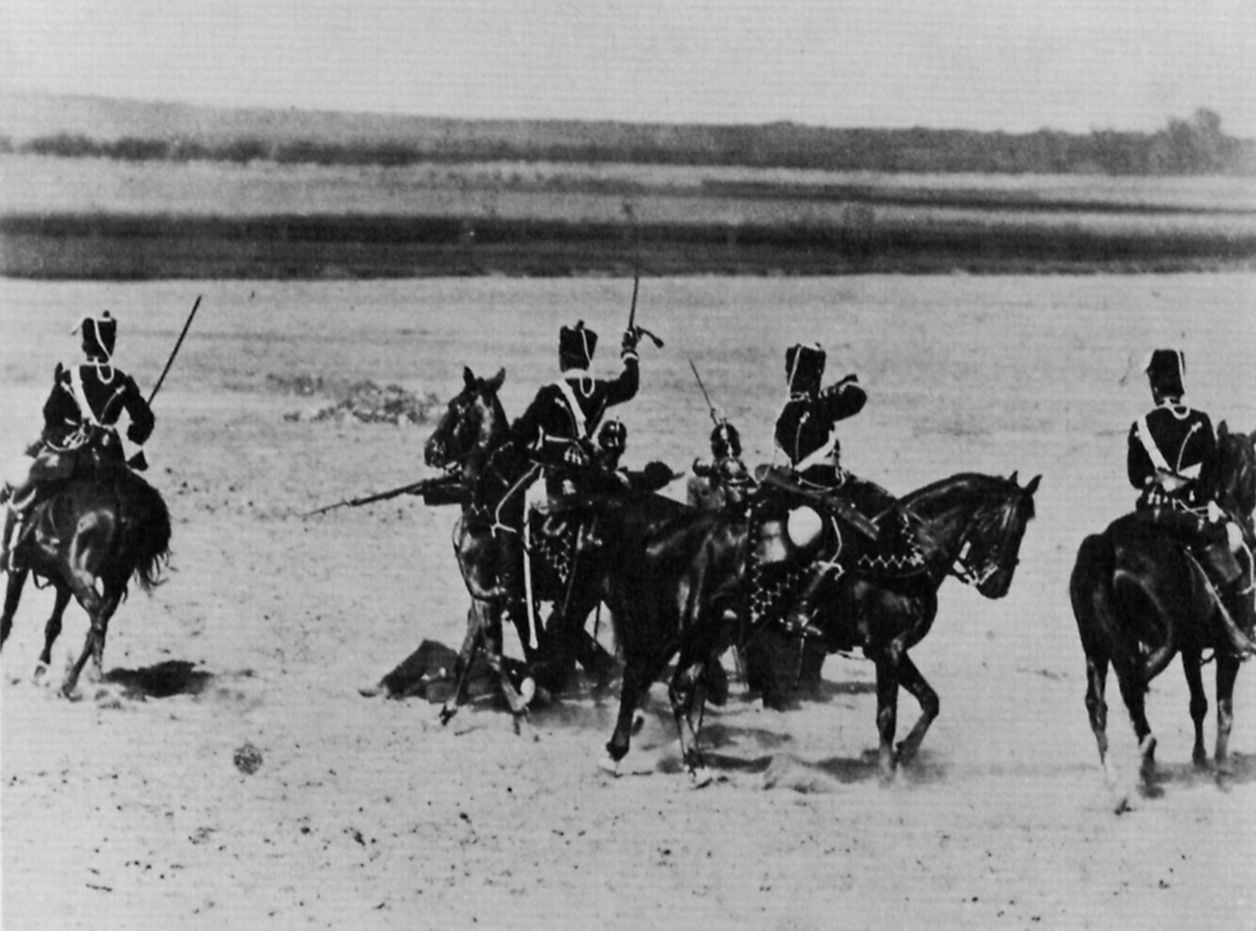
Ottomar Anschütz. Maniobras de la caballería del Kaiser. 1883

Por otro lado, realizó estudios de animales en diferentes zoológicos, incluyendo el de Breslau. El trabajo resultante abriría la puerta a la fotografía como una herramienta de estudio para zoólogos y botánicos.
Hacia mediados de 1899, Anschütz fue contratado como fotógrafo del Kaiser Guillermo II, a quien acompañaría en gran cantidad de sus viajes familiares. 

## Precursores del cine
Pronto empezó a interesarse por el movimiento en las imágenes y empleo un dispositivo similar al de Muybridge, aunque en 1882 fabricó a una máquina cronofotográfica con un rápido obturador eléctrico que combinaba un grupo de veinticuatro cámaras fabricadas por él mismo. En 1887 construyó el denominado «taquistoscopio de Anschütz» que consistía en una rueda giratoria con fotografías hechas en placas de vidrio iluminadas por detrás, en las que a través de un visor se podían contemplar las imágenes en movimiento. Estos «electrotaquiscopios» fueron dados a conocer en ferias y exposiciones, alcanzando gran popularidad y estando considerados como aparatos precursores del cine. Ante el éxito alcanzado se asoció con Siemens & Halske para fabricarlos y ponerlos en venta. Se les dio el nombre de «Electrical Schnellseher», y en 1891 se presentaron en la Exposición internacional de electrotecnia de Fráncfort del Meno. Al año siguiente estuvo expuesto en una exposición en Berlín y en 1893 en la Exposición Mundial Colombina de Chicago.